# Danny Miranda (Musiker)

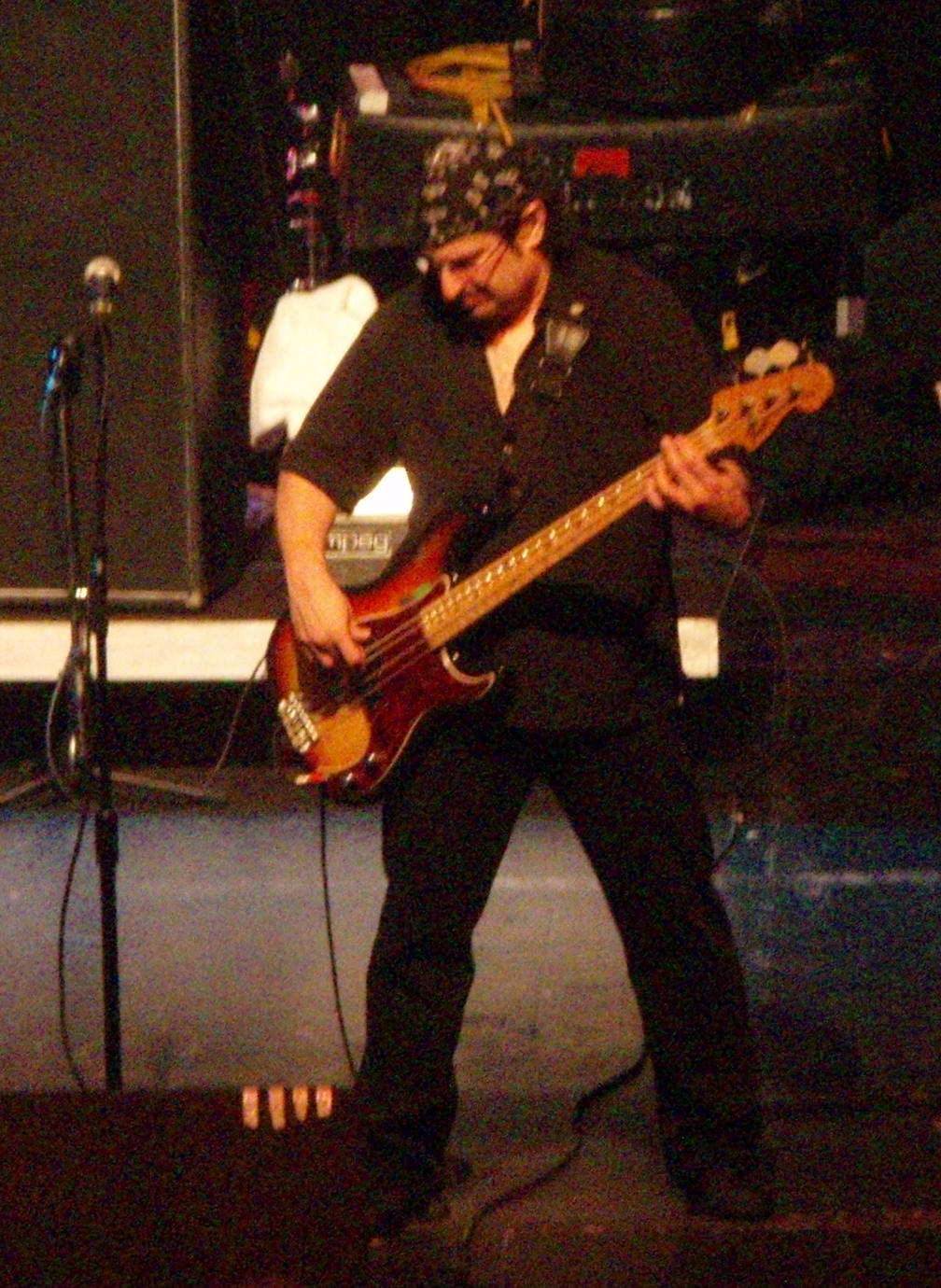
Danny Miranda, 2008

Danny Miranda (* 21. März 1964 in Brooklyn, New York City) ist ein US-amerikanischer Bassist. Er war Mitglied der Rockband Blue Öyster Cult und Live-Musiker von Queen + Paul Rodgers.
Miranda war zwischen 1995 und 2004 Bassist der US-amerikanischen Band Blue Öyster Cult; auch danach trat er gelegentlich mit ihr auf. Mit dieser Gruppe nahm er die Studioalben Heaven Forbid und Curse of the Hidden Mirror auf; bei letzterem war er auch am Songwriting beteiligt.
Im Jahr 2004 spielte er Bass in der Las-Vegas-Produktion des Queen-Musicals We Will Rock You. Von 2005 bis 2008 begleitete er Queen + Paul Rodgers bei deren Konzerten als Bassist. Er sang zusätzlich Backing Vocals und spielte akustische Gitarre (in Say It’s Not True bei den Tourneen 2005/6) sowie Kontrabass (2008 beim gemeinsamen Bass-Solo mit Roger Taylor).
Zusammen mit Tony Moore, dem ehemaligen Sänger der Heavy-Metal-Band Riot, ist Miranda Mitglied der Gruppe Faith and Fire, die 2006 das Album Accelerator veröffentlichte.
Seit Anfang Juli 2010 ist Miranda Bassist für Meat Loafs „Hang Cool“-Tour.

## Diskografie
Studioalben:
- 1994: Morning Wood – Morning Wood
- 1998:	Blue Öyster Cult – Heaven Forbid
- 2001:	Blue Öyster Cult – Curse of the Hidden Mirror
- 2006: Faith and Fire – Accelerator

Livetonträger:
- 2002:	Blue Öyster Cult – A Long Day’s Night (CD/DVD)
- 2005: Queen + Paul Rodgers – Return of the Champions (CD/DVD)
- 2006: Queen + Paul Rodgers – Super Live in Japan (DVD)
- 2009: Queen + Paul Rodgers – Live in Ukraine (DVD/CD)